# 谭民
谭民（1960年6月—），男，汉族，山东禹城人，中国共产党党员，中国人民解放军中部战区将领、第十三届全国人民代表大会解放军和武警部队代表。

## 生平
谭民曾任济南军区军区司令部军训和兵种部部长。2008年任第54集团军副军长。2013年1月接替马宜明任陆军第26集团军军长。2014年9月任第16集团军军长。2017年，任中部战区副参谋长。
2018年，担任中部战区副参谋长的谭民被选为解放军和武警部队出席第十三届全国人民代表大会代表。